# Municipio de Central Lake
El municipio de Central Lake (en inglés, Central Lake Township) es un municipio del condado de Antrim, Míchigan, Estados Unidos. Tiene una población estimada, a mediados de 2021, de 2195 habitantes.

## Geografía
Está ubicado en las coordenadas 45°4′43″N 85°16′48″O / 45.07861, -85.28000 (45.078523, -85.279864). Según la Oficina del Censo de los Estados Unidos, tiene una superficie total de 81.0 km², de la cual 71.2 km² corresponden a tierra firme y 9.8 km² son agua.

## Demografía
Según el censo de 2020, en ese momento había 2159 personas residiendo en la zona. La densidad de población era de 30.3 hab./km². El 93.42 % de los habitantes eran blancos, el 0.05 % era afroamericano, el 1.16 % eran amerindios, el 0.42 % eran asiáticos, el 0.05 % era isleño del Pacífico, el 0.51 % eran de otras razas y el 4.40 % eran de una mezcla de razas. Del total de la población, el 1.89 % eran hispanos o latinos de cualquier raza.